# Up Where We Belong
"Up Where We Belong" é o título de uma canção escrita por Jack Nitzsche, Buffy Sainte-Marie e Will Jennings. Ela foi gravada por Joe Cocker e Jennifer Warnes para o filme de 1982 "An Officer and a Gentleman".

## Informações
Richard Gere recusou-se a filmar o final do filme - a cena onde Zack chega à fábrica de Paula vestindo seu uniforme naval branco e a carregaria pela fábrica. Ele acreditou que não iria ser interessante, por ser muito sentimental. O diretor Taylor Hackford concordou com Gere, até que, durante um ensaio, as pessoas começaram a aplaudir e chorar. Quando Gere viu a cena mais tarde, com a música "Up Where We Belong" adicionada, ele disse que lhe deu calafrios. Gere convenceu-se que Hackford fez a decisão certa.
O produtor Don Simpson, sem sucesso, exigiu que "Up Where We Belong" fosse cortada de An Officer and a Gentleman, dizendo:
| “ | A música não é boa. Não é um hit. | ” |

O single, lançado pela Island Records em 1982, tornou-se um número um na Billboard Hot 100 em 6 de novembro de 1982 e se manteve nesta posição durante três semanas, atingindo também o número 7 no UK Singles Chart.
"Up Where We Belong" ganhou o Globo de Ouro de Melhor Canção Original e o Oscar de melhor canção original em 1983. Também conquistou o prêmio BAFTA de Melhor Canção Original em 1984. Cocker e Warnes também ganharam o Prêmio Grammy para Melhor Performance Pop por um Duo ou Grupo com Vocais em 1983 pela interpretação desta canção.

## Desempenhos em tabelas musicais
| Tabeöas (1982/83)                                      | Posição |
| ------------------------------------------------------ | ------- |
| O campo songid é OBRIGATÓRIO PARA PARADA ALEMÃ         | 6       |
| Austrália (Kent Music Report)                          | 1       |
| Áustria (Ö3 Austria Top 75)                            | 14      |
| Canadá (RPM)                                           | 1       |
| Canadá Adult Contemporary (RPM)                        | 2       |
| Espanha (AFYVE)                                        | 2       |
| Estados Unidos Billboard Hot 100                       | 1       |
| Estados Unidos Billboard Hot Adult Contemporary Tracks | 3       |
| Irlanda (IRMA)                                         | 3       |
| Nova Zelândia (Recorded Music NZ)                      | 3       |
| Noruega (VG-lista)                                     | 3       |
| Suécia (Sverigetopplistan)                             | 3       |
| Suíça (Schweizer Hitparade)                            | 7       |
| Reino Unido(The Official Charts Company)               | 7       |